# 久我美子
久我美子（日语：／ Kuga Yoshiko，1931年1月21日—2024年6月9日），婚後本名小野田美子，女，日本演员，久我家出身。曾获得每日電影獎最佳女配角、藍絲帶獎最佳女配角等奖项。

## 經歴
是貴族院議員久我通顕侯爵的長女。母親是日本橋玳瑁商人篠崎宗太郞長女與志江。久我家的先祖是村上源氏，是村上天皇的後裔，因此久我家擁有舊時代華族的身分。
久我美子出生在東京市牛込區（現在地東京都新宿区）。1946年、 還在女子學習院就學時，就被東寶錄取為第一期新人。跟她同期的有三船敏郎、堀雄二、伊豆肇、若山セツ子、堺左千夫等人。1947年，她從女子學習院休學、在『四つの恋の物語』中首度登上大螢幕。
2024年6月9日，因吸入性肺炎過世。享耆壽93歳。